# 2005 GH228
2005 GH228, também escrito como 2005 GH228, é um objeto transnetuniano que está localizado no cinturão de Kuiper, uma região do Sistema Solar. Este corpo celeste está em uma ressonância orbital de 3:4 com o planeta Netuno. Ele possui uma magnitude absoluta de 8,5 e tem um diâmetro estimado com 88 km.

## Descoberta
2005 GH228 foi descoberto no dia 5 de abril de 2005 pelo astrônomo Marc W. Buie.

## Órbita
A órbita de 2005 GH228 tem uma excentricidade de 0,194 e possui um semieixo maior de 36,944 UA. O seu periélio leva o mesmo a uma distância de 29,771 UA em relação ao Sol e seu afélio a 44,117 UA.